# Ludwig Berger (director)
Ludwig Berger   (Magúncia, 6 de gener de 1892 - Schlangenbad, 18 de maig de 1969) nascut Ludwig Bamberger va ser un director de cinema, guionista i director de teatre jueu alemany.Fill del banquer Franz Bamberger, va debutar treballant al teatre amb Max Reinhardt, Va dirigir més de 30 pel·lícules entre 1920 i 1969. Berger va començar a treballar a la indústria cinematogràfica alemanya durant la República de Weimar. A Decla-Bioscop i més tard a UFA va establir una reputació com a director líder de pel·lícules mudes. especialment vinculat a l'ús de la música a les seves pel·lícules. Va emigrar a Hollywood, però no va poder establir-se i va tornar a Europa. Posteriorment va treballar tant a França com a Alemanya. Va ser membre del jurat del 6è Festival Internacional de Cinema de Berlín.
Berger també va traduir algunes obres de Shakespeare, com ara Cimbel·lí, Hamlet i Timó d'Atenes. El seu germà gran era l'escenògraf Rudolf Bamberger que va ser assassinat el 1945.

## Filmografia

### Director
- 1920 : Der Richter von Zalamea
- 1921 : Der Roman der Christine von Herre
- 1923 : Ein Glas Wasser
- 1923 : Der verlorene Schuh
- 1925 : Cymbeline
- 1925 : Ein Walzertraum
- 1927 : Der Meister von Nürnberg
- 1928 : Street of Sin
- 1928 : The Woman from Moscow
- 1928 : Sins of the Fathers
- 1929 : Das Brennende Herz
- 1930 : The Vagabond King
- 1930 : The Playboy of Paris
- 1931 : Le Petit café
- 1932 : Ich bei Tag und du bei Nacht
- 1932 : À moi le jour, à toi la nuit
- 1933 : La Guerre des valses
- 1933 : Walzerkrieg
- 1933 : Early to Bed
- 1937 : Pygmalion
- 1938 : Trois Valses
- 1940 : Ergens in Nederland
- 1940 : El lladre de Bagdad
- 1950 : Ballerina
- 1957 : Der Tod des Sokrates (telefilm)
- 1958 : Viel Lärm um nichts (telefilm)
- 1958 : Wie es euch gefällt (telefilm)
- 1960 : Die Nacht in Zaandam (telefilm)
- 1961 : Hermann und Dorothea (telefilm)
- 1969 : Demetrius (telefilm)

### Guionista
- 1920 : Der Richter von Zalamea
- 1921 : Der Roman der Christine von Herre
- 1923 : Ein Glas Wasser
- 1923 : Der verlorene Schuh
- 1927 : Königin Luise, 1. Teil - Die Jugend der Königin Luise
- 1927 : Der Meister von Nürnberg
- 1928 : Königin Luise, 2. Teil
- 1937 : Pygmalion
- 1940 : Ergens in Nederland
- 1950 : Ballerina
- 1957 : Stresemann
- 1957 : Der Tod des Sokrates (telefilm)
- 1958 : Viel Lärm um nichts (telefilm)
- 1958 : Wie es euch gefällt (telefilm)
- 1960 : Die Nacht in Zaandam (telefilm)

### Actor
- 1959 : So weit die Füße tragen, sèrie TV
- 1959 : Gangsterjagd in Lederhosen

### Productor
- 1930 : The Playboy of Paris
- 1931 : Le Petit Café